# NGC 7208
NGC 7208 је спирална галаксија у сазвежђу Јужна риба која се налази на NGC листи објеката дубоког неба.
Деклинација објекта је - 29° 3' 5" а ректасцензија 22h 8m 24,7s. Привидна величина (магнитуда) објекта NGC 7208 износи 12,8 а фотографска магнитуда 13,8. NGC 7208 је још познат и под ознакама ESO 467-10, MCG -5-52-32, AM 2205-291, IRAS 22055-2917, PGC 68120.